# كول باسيت
كول باسيت (بالإنجليزية: Cole Bassett) هو لاعب كرة قدم أمريكي، ولد في 28 يوليو 2001 في ليتلتون في الولايات المتحدة. لعب مع كولورادو رابيدز.

## وصلات خارجية
- كول باسيت على موقع الدوري الأمريكي (الإنجليزية)
- كول باسيت على موقع قاعدة بيانات كرة القدم.إي يو (الإنجليزية)
- كول باسيت على موقع Soccerway.com (الإنجليزية)
- كول باسيت على موقع عالم كرة القدم.نت (الإنجليزية)